# Gota (doença)
Gota é uma condição caracterizada por ataques recorrentes de artrite inflamatória – uma articulação inchada, vermelha, quente e sensível à dor. A dor geralmente surge em menos de doze horas. Em metade dos casos, a articulação afetada é a articulação na base do dedo grande do pé. A doença pode também causar tofos, cálculos renais e nefropatia por ácido úrico.
A causa é uma combinação de dieta e fatores genéticos. A doença é mais comum entre pessoas que consomem carne ou cerveja em excesso ou apresentam excesso de peso. O mecanismo subjacente envolve níveis elevados de ácido úrico no sangue. Quando em excesso, o ácido úrico cristaliza e esses cristais depositam-se nas articulações, nos tendões e nos tecidos envolventes, provocando um ataque de gota. No entanto, os níveis de ácido úrico durante um ataque podem-se apresentar normais. O diagnóstico pode ser confirmado através da observação dos cristais no líquido da articulação.
O tratamento com anti-inflamatórios não esteroides, esteroides ou colchicina alivia os sintomas. Assim que o ataque agudo diminui de intensidade, os níveis de ácido úrico podem ser controlados com alterações no estilo de vida. Em pessoas com ataques frequentes, o alopurinol e a probenecida oferecem prevenção a longo prazo. A ingestão de vitamina C e uma dieta rica em lacticínios magros pode oferecer alguma proteção.
A gota afeta entre 1 e 2% da população ocidental em determinado momento da vida. A doença tem-se tornado mais comum em décadas recentes. Acredita-se que isto se deva ao aumento dos fatores de risco entre a população, como a síndrome metabólica, maior esperança de vida e dieta inadequada. A doença é mais comum entre homens idosos. Ao longo da História, a gota era conhecida como a "doença dos reis". A descrição mais antiga que se conhece da doença tem origem no Antigo Egito.

## Sinais e sintomas
A gota geralmente manifesta-se como uma artrite iniciada durante a madrugada, caracterizada por uma inflamação articular evidenciado com calor, rubor, edema (inchaço) e extrema dor. Mais frequentemente acomete uma única articulação ("junta"), principalmente primeira hálux ("dedão"), dorso do pé e tornozelo, mas com a evolução da doença qualquer articulação pode ser acometida. A chamada "crise" de gota geralmente tem duração de 5 a 7 dias com resolução espontânea, entrando num período intercrítico (assintomático), até a próxima crise (período 3 meses a 2 anos). Nos pacientes sem tratamento esse período intercrítico tende a se tornar progressivamente menor e as crises mais duradouras; nesses casos pode haver acometimento de mais de uma articulação
Os exames laboratoriais geralmente mostram elevação dos níveis de ácido úrico no sangue - hiperuricemia(> 7 mg/dL para homem / > 6 mg/dL para mulheres). Somente a presença de hiperuricemia não permite fazer o diagnóstico de gota.
É importante ressalvar que a gota não é uma doença grave, mas está muito associada a outras doenças potencialmente graves como a hipertensão arterial, a dislipidemia (elevação dos níveis de colesterol e triglicérides), o diabete e a obesidade. Desse modo, é fundamental aferir a pressão arterial e dosar os níveis de colesterol, triglicérides e glicose no sangue.

## Causas
Podemos didaticamente classificar a gota como primária e secundária. A forma primária é de causa desconhecida e tem algum componente genético (hereditário), sendo a mais comum. Já a gota secundária desenvolve em consequência de outra doença ou alguns medicamentos. Entre as doenças que estão associadas a gota citamos: doenças hemolíticas (anemia falciforme, talassemia, etc), doenças mieloproliferativas (leucemia), psoríase, insuficiência renal, obesidade, hipertensão arterial, hipotireoidismo, etc. Entre os medicamentos mais comuns estão os diuréticos, aspirina em dose baixa, warfarina, assim como tratamentos naturais como a utilização do Óleo de Copaíba.
A ingestão de bebidas alcoólicas é também uma causa comum de hiperuricemia, podendo causar gota.
As causas alimentares representam cerca de 12% de ocorrência de gota, e inclui uma forte associação com o consumo de álcool, bebidas açucaradas com frutose (como refrigerantes), carne vermelha e frutos do mar. Outras causas incluem trauma físico e cirurgia.
A maior parte do ácido úrico de nosso organismo é produzido por ele mesmo. Trata-se de uma doença crônica, não contagiosa, mas que passa pelas gerações de uma mesma família.

## Diagnóstico
O diagnóstico de gota pode ser sugerido com base na história e sintomas relatados pelo paciente, entretanto o diagnóstico de certeza é dado pela visualização do cristal de ácido úrico por um microscópio de luz polarizada no líquido oriundo de dentro da articulação (líquido sinovial). Outra maneira de fazer o diagnóstico é confirmar a presença de tofos. Estes são conglomerados de cristais de ácido úrico depositados em alguns tecidos, principalmente na borda da orelha (pavilhão auricular), ponta do nariz e nas superfícies das articulações, principalmente dos cotovelos, das mãos, dos joelhos e dos pés.

## Tratamento

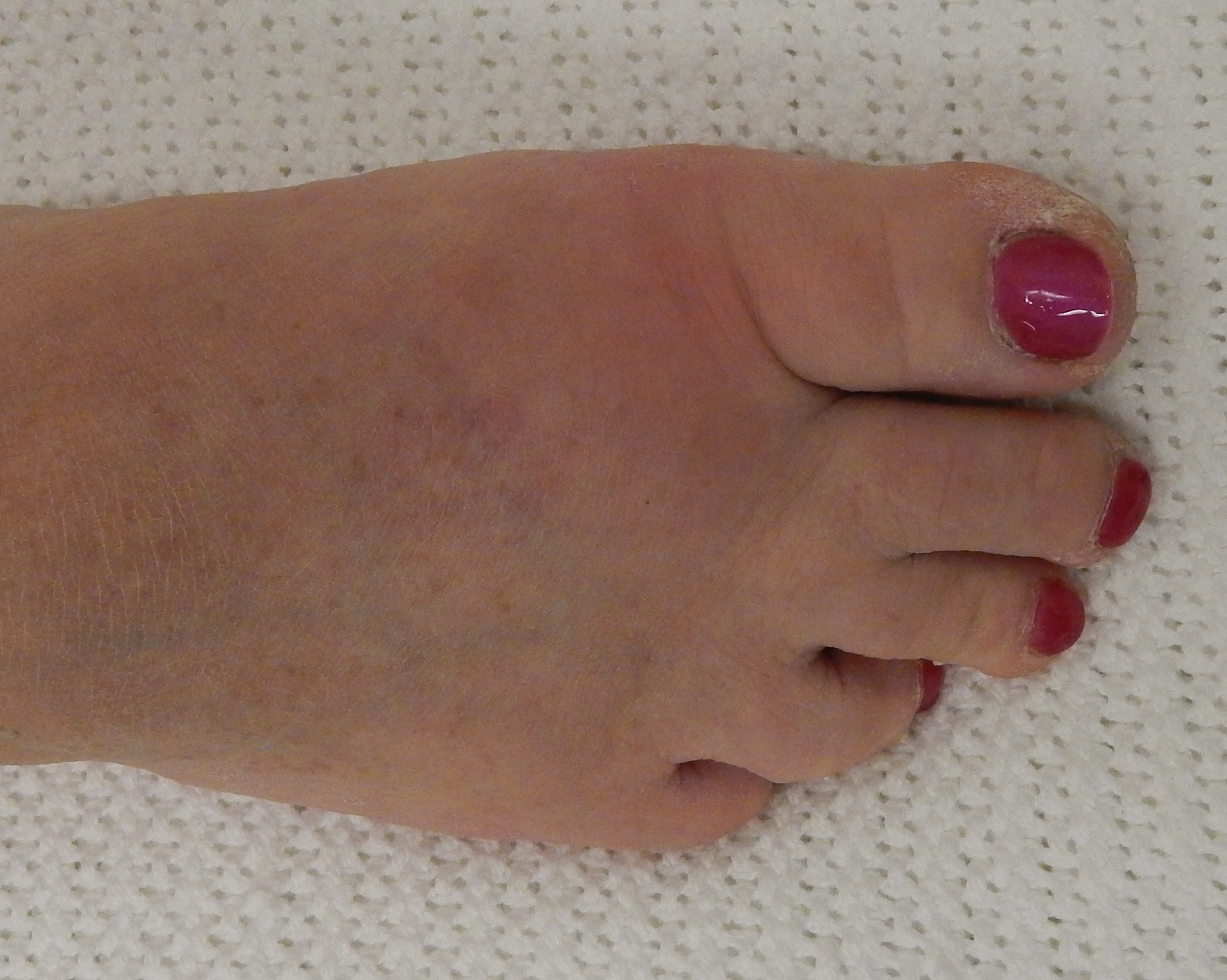
Inflamação causada por gota no pé

Na crise, indica-se o uso de colchicina, anti-inflamatórios não esteroides (AINEs), como o ibuprofeno, e compressa de gelo local.  Além disso, corticosteroides, como a prednisona e cortisona também são usados como analgésicos nas crises de gota, e podem ser aplicados diretamente na articulação, podendo ser utilizados quando os AINEs são contra-indicados.
As crises duram de cinco a sete dias, e sem tratamento a maioria sofre outra crise em menos de um ano.
Não se deve usar anti-inflamatórios não esteroides que contenham ácido acetilsalicílico (AAS), como aspirina, pois a substância pode aumentar as concentrações sanguíneas de ácido úrico e pode interferir com a eficácia dos medicamentos uricosúricos.
O tratamento da gota envolve orientar a dieta, tratar as doenças associadas, tratar as crises e normalizar os níveis de ácido úrico no sangue. Quanto a dieta, deve-se diminuir a ingestão de alimentos ricos em purinas (um tipo de proteína): tais como carnes vermelhas, frango, peixe, frutos do mar, miúdos e embutidos. É também importante evitar bebidas alcoólicas e se recomenda a redução do peso. A redução dos níveis de ácido úrico é complementada com fármacos específicos tais como alopurinol ou benzobromarona.